# Willy Kohler
Willy Kohler, né en 1962, est un joueur professionnel puis entraîneur suisse de hockey sur glace.

## Carrière comme joueur
- 1982-1992 HC Bienne (LNA)
- 1992-1993 HC Ajoie (LNA)
- 1993-1994 HC Ajoie (LNB)
- 1994-1996 HC La Chaux-de-Fonds (LNB)

## Carrière comme entraineur
- HC Vallée de Joux 2e ligue

## Palmarès
- Champion Suisse LNA en 1983 avec le HC Bienne
- Champion Suisse LNB en 1996 avec le HC La Chaux-de-Fonds
- Promotion en LNA en 1996 avec le HC La Chaux-de-Fonds

## Carrière internationale
Il représente la Suisse au cours des compétitions suivantes :
Championnat du monde junior -18 ans
- 1980

Championnat du monde junior
- 1982

## Référence
Fiche de carrière sur www.eurohockey.com